# Кронжково (Любуське воєводство)
Кронжково (пол. Krążkowo) — село в Польщі, у гміні Слава Всховського повіту Любуського воєводства.
Населення — 487 осіб (2011).
У 1975—1998 роках село належало до Зеленогурського воєводства.

## Демографія
Демографічна структура станом на 31 березня 2011 року:
|          | Загалом | Допрацездатний вік | Працездатний вік | Постпрацездатний вік |
| -------- | ------- | ------------------ | ---------------- | -------------------- |
| Чоловіки | 248     | 60                 | 169              | 19                   |
| Жінки    | 239     | 51                 | 134              | 54                   |
| Разом    | 487     | 111                | 303              | 73                   |